# Жаба на Лесона
Жабата на Лесона (Pelophylax lessonae) е вид земноводно от семейство Водни жаби (Ranidae).

## Разпространение
Видът е разпространен в Австрия, Беларус, Белгия, Босна и Херцеговина, Германия, Естония, Италия, Латвия, Литва, Лихтенщайн, Люксембург, Молдова, Нидерландия, Норвегия, Полша, Румъния, Русия, Словакия, Словения, Сърбия, Украйна, Унгария, Франция, Хърватия, Черна гора, Чехия, Швейцария и Швеция. Внесен е в Испания и е реинтродуциран във Великобритания.